# Linsengericht
Linsengericht település Németországban, Hessen tartományban. Lakosainak száma 9976 fő (2023. december 31.).

## Népesség
A település népességének változása:
| Lakosok száma | 9885 | 9877 | 9862 | 9871 | 9847 | 9883 | 9976 |
|               | 2014 | 2016 | 2017 | 2019 | 2021 | 2022 | 2023 |